# Jeremy Udden
Jeremy Udden (* 29. April 1978 in Plainville, Massachusetts) ist ein US-amerikanischer Jazzmusiker (Altsaxophon, Komposition, auch Flöte, Klarinette, Sopransaxophon).

## Leben und Wirken
Udden begann bereits in der Grundschule Saxophon zu spielen und entwickelte sich AllMusic zufolge als Teenager zu einem begabten Interpreten. Während seiner Schulzeit spielte er in verschiedenen Bands und Ensembles sowie seinen eigenen Jazz- und Ska-Gruppen. In seinem Abschlussjahr wurde er in das wettbewerbsorientierte All-Eastern Jazz Ensemble und die Grammy Band aufgenommen. Nach der High School absolvierte er ein Studium als Jazz-Interpret am New England Conservatory, wo er auch privat bei Lehrern wie Jerry Bergonzi, George Garzone und Allan Chase studierte.
Udden begann in den 2000er-Jahren in der Jazzszene zu arbeiten, zunächst mit dem Trompeter John McNeil und dem Either/Orchestra. 2006 legte er sein Debütalbum Torch Songs vor; danach entstanden die Alben Folk Art sowie in seiner Gruppe Plainville das gleichnamige Album Plainville (2009) und If the Past Does So Bright (2011). Im Duo mit dem Bassisten Nicolas Moreaux folgte das Belleville Project (2015); 2019 erschien bei Sunnyside Records Three in Paris. Im Bereich des Jazz war er laut Tom Lord zwischen 2001 und 2016 an 35 Aufnahmesessions beteiligt, u. a. auch mit Grace Kelly, Joao Lencastre, Ken Schaphorst und Frank Carlberg. Udden war weiterhin als Dozent an verschiedenen Institutionen tätig, u. a. am New England Conservatory, der University of Rhode Island, der Longy School of Music, dem Emerson College und dem Packer Collegiate Institute in Brooklyn.
Udden hat nach dem Urteil von Matt Collar bei AllMusic einen harmonisch anspruchsvollen Stil und einen genreübergreifenden Ansatz, der oft Folk, Rock und Post-Bop kombiniert.

## Diskographische Hinweise
- Torch Songs (Fresh Sound, 2006), mit Bob Brookmeyer, Ben Monder, John Lockwood, Matt Wilson
- Plainville (Fresh Sound, 2008), mit Justin Keller, Pete Rende, Nathan Blehar, Mike Baggetta, Brandon Seabrook, Eivind Opsvik, RJ Miller
- Jeremy Udden’s Plainville: If the Past Seems so Bright (Sunnyside, 2010)
- Folk Art (Fresh Sound, 2011), mit Brandon Seabrook, Jeremy Stratton, Kenny Wollesen
- Hush Point: Hush Point III (Sunnyside, 2017), mit John McNeil, Aryeh Kobrinsky, Anthony Pinciotti
- Wishing Flower (Sunnyside, 2023), mit Ben Monder, Jorge Roeder, Ziv Ravitz